# Pierre Soybert
Pour les articles homonymes, voir Pierre IV.
Pierre Soybert, est le 43e évêque d'Uzès, son épiscopat est en 1427. 

## Biographie
Originaire d'Uzès, chanoine de l'église d'Albi, il est élu par le chapitre d'Uzès, à la mort de Géraud du Breuil, et son élection est confirmée par une bulle du pape Martin V, datée du 28 février 1427.
Il fut transféré peu après à l'évêché de Saint-Papoul qu'il occupera de 1427 à 1443.